# Jaskinia Jaworzycka
Jaskinia Jaworzycka (cz. Javoříčské jeskyně) – jaskinia krasowa w Czechach, na północny zachód od Ołomuńca.
W jaskinia występuje bogata szata naciekowa oraz jeziorka z perłami jaskiniowymi.